# Volkswagen ID.7
O Volkswagen ID.7 é um carro elétrico a bateria produzido pela marca alemã Volkswagen desde 2023. Possui design liftback de cinco portas e é comercializado no segmento E.
Uma variante de perua foi lançada em fevereiro de 2024.